# باسيليو ألفاريز
باسيليو ألفاريز هو محامي وصحفي وسياسي إسباني، ولد في 10 أغسطس 1877 في أورينسي في إسبانيا، وتوفي في 15 نوفمبر 1943 في تامبا في الولايات المتحدة. نشط حزبياً في الحزب الجمهوري الراديكالي. وقد انتخب Member of the Cortes republicanas ‏ عن دائرة Ourense ‏ لترشحه ضمن قائمة الحزب الجمهوري الراديكالي، خلال فترته النيابية ‏ (1 ديسمبر 1933 – 7 يناير 1936) وانتخب Member of the Cortes republicanas ‏ عن دائرة Ourense ‏ خلال فترته النيابية ‏ (10 يوليو 1931 – 9 أكتوبر 1933).